# Joachim Ehrig
Joachim Ehrig (* 21. února 1947, Heidelberg, Německo) je bývalý německý veslař. Na Letních olympijských hrách 1972 v Mnichově byl členem posádky čtyřky bez kormidelníka, která získala bronzovou medaili.